# Красний Богатир (Гомельський район)
Красний Богатир (біл. Красный Багатыр) — селище в Красненській сільраді Гомельського району Гомельської області Білорусі.

## Географія

### Розташування
За 1 км на захід від Гомеля.

## Транспортна мережа
Планування складається з короткої прямолінійної вулиці, орієнтованої з південного сходу на північний захід.
Забудова дерев'яна, садибного типу.

## Історія

### У складі БРСР (СРСР)
Засноване на початку 1920-х років переселенцями з сусідніх сіл на колишніх поміщицьких землях. У 1926 році — в Красненській сільраді Гомельського району Гомельського округу.
У 1931 році жителі вступили в колгосп.

#### Німецько-радянська війна
Під час німецько-радянської війни 4 жителі загинули на фронті.

#### Післявоєнні роки
У складі колгоспу «Перемога» (центр — село Красне).

## Населення

### Чисельність
- 2004 — 57 господарств, 158 жителів.